# Giuseppe Favalli
Giuseppe Favalli (Villachiara, 8 januari 1972) is een Italiaanse voormalig voetballer die als verdediger speelde. In zijn carrière kwam hij uit voor vier clubs; vanaf 1988/89 tot 1991/92 voor Cremonese, daarna twaalf jaar voor Lazio Rome (297 competitieduels), twee jaar voor Internazionale en van 2006 tot 2010 voor AC Milan.
Hij kwam enkele malen uit voor het Italiaanse nationale elftal en speelde onder meer op het EK 2004 in Portugal. Ook speelde hij op de Olympische Zomerspelen 1992.

## Erelijst
AC Milan
- UEFA Champions League

2007
- UEFA Super Cup

2007
- Wereldkampioenschap voetbal voor clubs

2007
 Internazionale
- Serie A

2006
- Coppa Italia

2004/05, 2005/06
- Supercoppa

2005
 Lazio
- Europacup II

1998/99
- UEFA Super Cup

1999
- Serie A

2000
- Coppa Italia

1997/98, 1999/00, 2003/04
- Supercoppa

1998, 2000
 Italië
- Europees kampioenschap voetbal mannen onder 21

1992